# Ситрус (Калифорнија)
Ситрус (енгл. Citrus) насељено је место без административног статуса у америчкој савезној држави Калифорнија.

## Демографија
По попису из 2010. године број становника је 10.866, што је 285 (2,7%) становника више него 2000. године.
| Група             | 2000.         | 2010.         |
| Белци             | 2.515 (23,8%) | 1.748 (16,1%) |
| Афроамериканци    | 343 (3,2%)    | 240 (2,2%)    |
| Азијати           | 712 (6,7%)    | 860 (7,9%)    |
| Хиспаноамериканци | 6.861 (64,8%) | 7.911 (72,8%) |
| Укупно            | 10.581        | 10.866        |